# Conor Dwyer
Pour les articles homonymes, voir Dwyer.
Conor Dwyer, né le 10 janvier 1989 à Evanston dans l'état de l'Illinois, est un nageur américain en activité, spécialiste des épreuves de nage libre et de quatre nages. Il s'entraîne sous la direction de l'ancien entraîneur de Michael Phelps, Bob Bowman, à Baltimore.

## Palmarès

### Jeux olympiques
- Jeux olympiques de 2012 à Londres ( Royaume-Uni) :
  -  Médaille d'or au titre du relais 4 × 200 m nage libre.

### Grand bassin
- Championnats du monde 2011 à Shanghai ( Chine) :
  -  Médaille d'or au titre du relais 4 × 200 m nage libre.
- Championnats du monde 2013 à Barcelone ( Espagne) :
  -  Médaille d'or au titre du relais 4 × 200 m nage libre.
  -  Médaille d'argent du 200 m nage libre.
  -  Médaille d'argent au titre du relais 4 × 100 m nage libre.
- Championnats du monde 2015 à Kazan ( Russie) :
  -  Médaille d'or au titre du relais 4 × 100 m nage libre mixte (participe uniquement en séries).
  -  Médaille d'argent au titre du relais 4 × 200 m nage libre.
- Championnats du monde 2017 à Budapest ( Hongrie) :
  -  Médaille de bronze au titre du relais 4 × 200 m nage libre (participe uniquement en séries).

### Petit bassin
- Championnats du monde 2012 à Istanbul ( Turquie) :
  -  Médaille d'or au titre du relais 4 × 200 m nage libre.
  -  Médaille de bronze du 200 m nage libre.
- Championnats du monde 2014 à Doha ( Qatar) :
  -  Médaille d'or du relais 4 × 200 m nage libre.

### Jeux panaméricains
- Jeux panaméricains de 2011 à Guadalajara ( Mexique) :
  -  Médaille d'or au titre du relais 4 × 200 m nage libre.
  -  Médaille d'argent au titre du relais 200 m quatre nages.
  -  Médaille d'argent au titre du relais 400 m quatre nages.
  -  Médaille d'argent au titre du relais 4 × 100 m nage libre.